# Escuadrón Aéreo Naval 801
El Escuadrón Aéreo Naval (800 NAS) fue una unidad militar del Arma Aérea de la Flota de la Marina Real británica, creado en 1933 y que luchó en la Segunda Guerra Mundial, la guerra de Corea y la guerra de las Malvinas.

## Arma Aérea de la Flota de la Real Fuerza Aérea
El escuadrón se creó el 3 de abril de 1933 como parte del Arma Aérea de la Flota, con la promoción de la escuadrilla número 41 a nivel de escuadrón. El escuadrón fue equipado con el Fairey Flycatcher y el Hawker Nimrod a bordo del HMS Hermes. Los Flycatchers fueron reemplazados in 1934 por el Hawker Osprey y los Nimrods fueron retirados en 1936. El escuadrón fue re-equipado con el Blackburn Skua y el Gloster Gladiator en 1939 justo antes de que el escuadrón fuera transferido al Almirantazgo británico.

## Segunda Guerra Mundial
En enero de 1940, el 801 NAS fue basado en RNAS Donibristle con el Blackburn Skua, jugando un rol fundamental en el principio de la guerra con operaciones en Noruega mientras desplegaban desde el portaaviones HMS Ark Royal. En septiembre, el escuadrón 801 embarcó en el HMS Furious para hacer ataques en las zonas norteñas de la costa noruega. Siguiendo un ataque en Trondheim el 22 de septiembre, Skua L2942 pilotado por el subteniente Bernanrd Wigginton con el aviador líder Kenneth King como su artillero, fue incapaz de encontrar su portaaviones y se accidentó en tierras neutrales de Suecia.
En 1943 el Escuadrón Aéreo Naval 880 formó el Ala de Caza 30 en el HMS Implacable. En junio de 1945, las alas de cazas navales fueron reformadas como grupos de portaaviones. En agosto de 1941 fueron re-equipados con Sea Hurricanes en RNAS Yeovilton, el capitán George Clifton Baldwin comandó la estación desde 1966 a 1968. El escuadrón desplegó al Mediterráneo a bordo del Argus, después al Eagle. Durante este despliegue el 801 NAS reclamó 30 aviones enemigos de varios tipos, con la pérdida de tres Hurricanes y cuatro Fulmars. Dos de los Fulmars fueron derribados por fuego amigo.

## Guerra de Corea
En marzo de 1951, 801 NAS recibió a Hawker Sea Furys y el escuadrón vio el servicio activo durante la guerra de Corea volando desde Glory. Glory se desplegó en el teatro del 3 de abril de 1951 al 30 de septiembre de 1951 y del 8 de noviembre de 1952 al Acuerdo de Armisticio de Corea del 27 de julio de 1953. 801 NAS se embarcó en el segundo período de servicio.
Los Sea Fury podrían armarse con dos bombas o cuatro cohetes y tanques externos en ambos casos. Las aeronaves se utilizaron principalmente en el papel de ataque terrestre armado con bombas y cohetes, pero también participaron en combates aire-aire con el MiG-15 que es mucho más rápido.

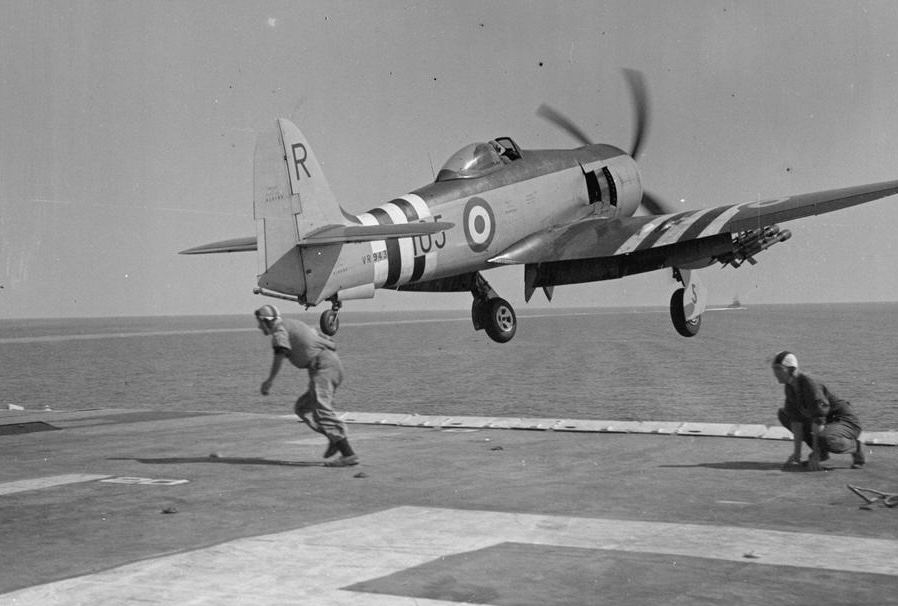
Un Sea Fury FB.11 lanzandose desde el HMS Glory en 1951

El escuadrón sufrió siete pérdidas.

## Años 1960 a 1980
El 18 de marzo de 1962, se recreó el Escuadrón 801 en Lossiemouth en el papel de ataque con aviones Buccaneer. En julio de 1962 embarcaron 10 aviones en el portaaviones Victorious para ir al Lejano Oriente. Posteriormente, el escuadrón recibió el Trofeo Boyd de 1967, un premio anual al mejor escuadrón del Arma Aérea de la Flota, por sus esfuerzos para poner en servicio al Buccaneer.
El Escuadrón 801 se transfirió al Hermes con siete aviones en 1968 para un nuevo "hechizo" en aguas orientales. En marzo de 1969, el barco regresó a su hogar para pasar el próximo año en aguas británicas y mediterráneas. El escuadrón finalmente se disolvió en Lossiemouth el 21 de julio de 1970.
En enero de 1981, el escuadrón se reequipó con el Sea Harrier FRS.1 en RNAS Yeovilton.

## Guerra de las Malvinas
El escuadrón operó el Sea Harrier equipado con radares Blue Fox a bordo del Invincible durante la Guerra de las Malvinas. El escuadrón fue complementado por cinco pilotos de 899 NAS y estaba bajo el mando del teniente comandante Nigel "Sharkey" Ward.
Pilotos del 801 NAS
- Teniente comandante Nigel "Sharkey" Ward (CO).
- Teniente comandante Doug Hamilton.
- Teniente Charlie Cantan.
- Teniente Alan Curtis (KIA),[2]
- Teniente Brian Haigh.
- Teniente Stephen_Thomas_(oficial_naval)
- Teniente de vuelo Ian Mortimer.

Pilotos de 899 NAS
- Teniente comandante Robin Kent.
- Teniente comandante John Eyton-Jones (muerto en combate).[3]
- Teniente comandante Mike Broadwater.
- Teniente de vuelo Paul Barton.
- Teniente Mike Watson.

801 Escuadrón derribó ocho aeronaves argentinas.
El 801 NAS perdió cuatro aeronaves y dos pilotos durante el conflicto.
Premios
Se otorgó la Cruz del Servicio Distinguido al teniente comandante Ward y al teniente Thomas por su conducta y liderazgo durante la campaña.

## Desmantelamiento

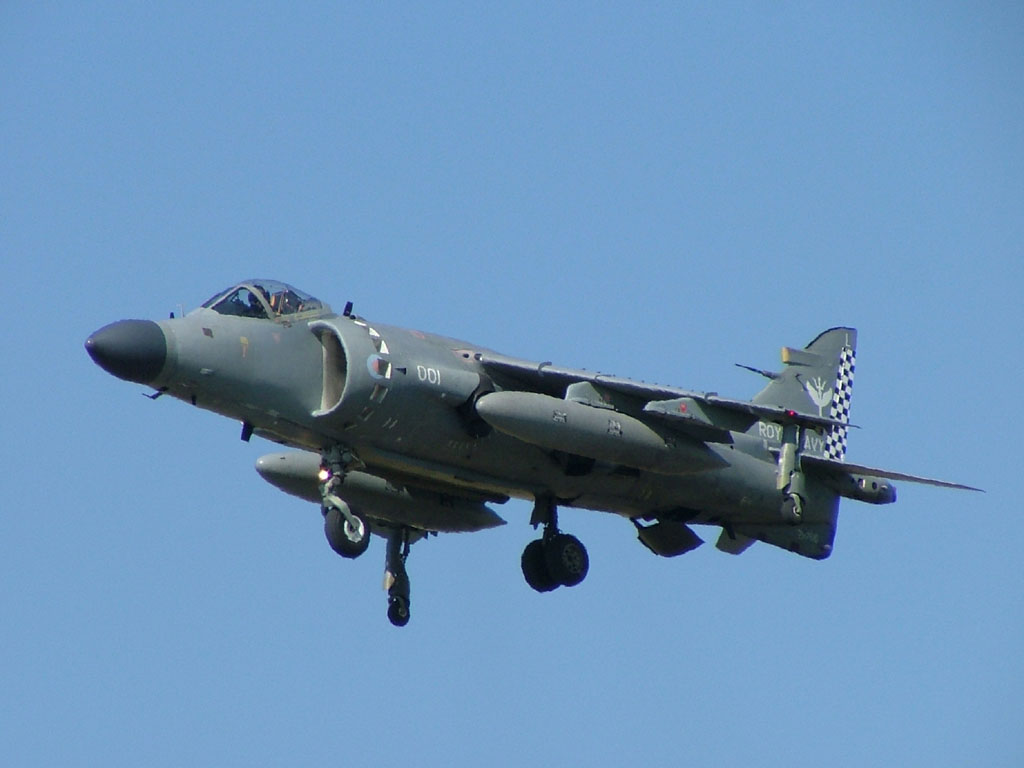
Sea Harrier del 801 NAS.

El martes 28 de marzo de 2006 se celebró una ceremonia en RNAS Yeovilton, con el comandante A J W Rae como el último oficial al mando del escuadrón Sea Harrier, para marcar el retiro del servicio de los Sea Harrier FA2 de la Marina Real. El último Sea Harrier final fue retirado del servicio el 31 de marzo de 2006 en RNAS Yeovilton y el escuadrón fue disuelto. Antes de la puesta fuera de servicio, todos los aviones adoptaron el símbolo omega en su aleta en reconocimiento de que el 801 NAS era el último operador de un avión de combate de ala fija totalmente británico. Esto se remonta al uso de este símbolo por el Escuadrón Aéreo Naval 892, cuyo F-4 Phantom FG.1 fue el último avión convencional de ala fija utilizado por la Flota Aérea Aérea.
El 801 NAS debía volver a funcionar en marzo de 2007, bajo el mando del comandante K Seymour, para operar el Harrier GR.7 y GR.9 desde RAF Cottesmore. Sin embargo, debido a la falta de personal, todo el personal anterior de 801 y 800 NAS (su escuadrón hermano) formó el Ala de Ataque Naval dentro de la RAF Cottesmore, cortando así todos los vínculos restantes con su hogar anterior en RNAS Yeovilton. El 1 de abril de 2010, el Ala de Ataque Naval volvió a la identidad de Escuadrón Aéreo Naval 800.

## Aeronaves empleadas
Durante su vida útil, 801 Squadron ha volado catorce tipos de aviones diferentes:
- BAE Sea Harrier FRS.1 y& FA.2
- Blackburn Buccaneer S.1 y S.2
- Hawker Sea Hurricane la y lb
- Blackburn Skua II
- Blackburn Roc I
- Fairey Flycatcher I
- Gloster Sea Gladiator
- de Havilland Sea Hornet PR.22 y F.20
- Hawker Nimrod I
- Hawker Osprey
- Hawker Sea Fury FB.11 & T.20
- Hawker Sea Hawk FGA.4 & FGA.6
- Supermarine Seafire Ib, IIc, L.IIe, L.III & F.xv
- Supermarine Spitfire Va & Vb

### Citas
1. ↑  «Casualty Lists of the Royal Navy in 1953». Consultado el 23 de junio de 2009.
2. ↑  «Lieutenant W. A. Curtis». Archivado desde el original el 3 de marzo de 2016. Consultado el 23 de enero de 2019.
3. ↑  «Lieutenant Commander J. E. Eyton-Jones». Archivado desde el original el 24 de septiembre de 2015. Consultado el 23 de enero de 2019.
4. ↑  «List of Destroyed Argentine Aircraft». Archivado desde el original el 29 de mayo de 2009. Consultado el 22 de junio de 2009.
5. ↑  «801 NAS Squadron losses». Archivado desde el original el 2 June 2009. Consultado el 24 de junio de 2009.
6. ↑  «Naval Strike Wing (NSW)». Archivado desde el original el 10 de abril de 2009. Consultado el 24 de junio de 2009.
7. ↑  «800 Naval Air Squadron». Royal Navy. Archivado desde el original el 20 de septiembre de 2011. Consultado el 19 de junio de 2011.